# Rodowo (Sorkwity)
Rodowo [rɔˈdɔvɔ] (deutsch Rodowen, 1928–1945 Heinrichsdorf (Abbau)) ist ein Ortsteil von Jędrychowo in der polnischen Woiwodschaft Ermland-Masuren und gehört zur Landgemeinde Sorkwity (deutsch Sorquitten) im Powiat Mrągowski (Kreis Sensburg).

## Geographische Lage
Rodowo liegt inmitten der Woiwodschaft Ermland-Masuren, zehn Kilometer südwestlich der Kreisstadt Mrągowo (deutsch Sensburg).

## Geschichte
Rodowen war ursprünglich ein Vorwerk und ein Wohnplatz innerhalb der Landgemeinde Heinrichshöfen (polnisch Jędrychowo) im ostpreußischen Kreis Sensburg. Im Jahr 1905 zählte der Wohnplatz zwölf Einwohner in nur einer Wohnstätte. Heinrichshöfen wurde am 30. September 1928 nach Janowen (polnisch Janowo) eingemeindet und diese Gemeinde zum gleichen Datum in „Heinrichsdorf“ umbenannt. Rodowen wurde seitdem „Heinrichsdorf Abbau“ genannt.
Der kleine Ort wurde 1945 in Kriegsfolge mit dem gesamten südlichen Ostpreußen an Polen überstellt und erhielt die polnische Namensform „Rodowo“. Heute ist er ein Teil der Gemeinde Sorkwity (Sorquitten) im Powiat Mrągowski (Kreis Sensburg).

## Kirche

### Evangelisch
Evangelischerseits war Rodowen vor 1945 in die Kirche Sorquitten in der Kirchenprovinz Ostpreußen der Evangelischen Kirche der Altpreußischen Union eingepfarrt. Auch heute besteht der Bezug zu dieser Kirche in Sorkwity, die nun allerdings zur Diözese Masuren in der Evangelisch-Augsburgischen Kirche in Polen gehört.

### Katholisch
Bis 1945 war Rodowen in die St.-Adalbert-Kirche in Sensburg im damaligen Bistum Ermland eingegliedert. Heute gehört Rodowo zu Sorkwity, wo sich eine katholische Pfarrgemeinde etabliert hat. Sie ist dem heutigen Erzbistum Ermland in der polnischen katholischen Kirche zugeordnet.

## Verkehr
Rodowo liegt ein wenig abseits vom Verkehrsgeschehen, ist jedoch über eine Nebenstraße erreichbar, die Sorkwity (Sorquitten) an der polnischen Landesstraße 16 (einstige deutsche Reichsstraße 127) mit Grabowo (Grabowen, 1938–1945 Grabenhof) an der Woiwodschaftsstraße 600 verbindet. Seit Schließung der Bahnstrecke Czerwonka–Ełk (Rothfließ–Lyck) mit der nächstgelegenen Bahnstation in Sorkwity besteht keine Anbindung Rodowos an das Schienennetz mehr.